# Lumea Fluviului (film din 2010)
Riverworld  (Lumea Fluviului) este un film pentru televiziune realizat de canalul Syfy și a avut premiera pe 18 aprilie 2010.
Bazat pe cărțile din seria Riverworld de Philip José Farmer, acest film pentru televiziune este o relansare a seriei de televiziune Riverworld din 2003 realizat de canalul  Sci-Fi Channel, serie din care numai primul episod a fost produs.
În film interpretează actorii Tahmoh Penikett, Laura Vandervoort, Alan Cumming, Mark Deklin și Peter Wingfield. Este produs de către Reunion Pictures, o premiată companie de producție canadiană. Scenariul este scris de Robert Hewitt Wolfe. Filmul este regizat de Stuart Gillard.

## Povestea
Reporterul de război Matt Ellman este în Singapore cu prietena lui Jessie, plănuind s-o ceară în căsătorie. Din păcate, înainte de a face propunerea, ambii sunt uciși într-un atac terorist provocat de către o sinucigașă. Ulterior, Matt Ellman se găsește într-un univers straniu numit Lumea Fluviului, unde toată lumea care a trăit vreodată pe Pământ a fost reînviată pe malurile acestui râu aparent fără de sfârșit. Lumea Fluviului pare un fel de purgatoriu pentru ființele umane decedate, un loc unde obțin o a doua șansă. În această lume, Matt descoperă mai mulți dintre prietenii lui decedați, precum și diverse figuri istorice, dintre care unii devin aliații săi și alții îi sunt antagonici. Printre antagoniști se numără exploratorul Richard Francis Burton (care a fost personajul principal în cărțile lui Philip José Farmer) și conquistadorul Francisco Pizarro, cuceritorul Imperiului Inca. Printre persoanele prietenoase apar autorul american Samuel Clemens (cunoscut și sub numele Mark Twain) și Tomoe Gozen, o luptătoare din timpul războiului Genpei (secolul al XII-lea) care a avut un soț cu numele Yoshinaka (personaj bazat pe viața ei reală, soțul Wada Yoshimori). Împreună cu alți eroi, Matt descoperă repede că Lumea Fluviului are un scop mai profund și este controlată de către îngrijitori din altă lume, care sunt angajați într-un război civil.

## Distribuția
- Tahmoh Penikett este Matt Ellman
- Laura Vandervoort este Jessie Machalan
- Mark Deklin este Samuel Clemens
- Bruce Ramsay este Francisco Pizzaro
- Peter Wingfield este Richard Burton
- Jeananne Goossen este Tomoe Gozen
- Matthew MacCaull este Hal
- Matty Finochio este Antonio
- Romina D'Ugo este Allegra
- Kwesi Ameyaw în rolul său
- Meg Roe este Amalie
- Thea Gill este o femeie Îngrijitoare
- Alan Cumming este un trădător Îngrijitor
- Arnold Pinnock este Simon
- Michael Adamthwaite este Evgeny
- Terry Chen este Eddie
- Alessandro Juliani este Daniel
- Panou este o femeie Îngrijitoare
- Alex Zahara este Ludwig Dürr
- Chiara Zanni este Deb
- Aleks Paunovic este Bernardo
- Peter Shinkoda este Yoshinaka
- Donald Adams este Garren
- Sharmaine Yeoh este Chelnerița
- Potjana Khong-Jaroen este o fată

### Îngrijitorii
Îngrijitorii apar ca niște personaje cu pielea albastră și îmbrăcați în robe, care veghează oamenii. Ei sunt ființele care au creat Lumea Fluviului și sunt uneori descrise ca demonii.
Îngrijitorii sunt împărțiți în două facțiuni distincte: cei care doresc să distrugă Lumea Fluviului pentru a trece la lucruri mai mari și mai bune și  cei care doresc să protejeze Lumea Fluviului. În film ei se află în război civil. Liderul primului grup crede că adversarul său este slab și nu vede imaginea în ansamblul ei, în timp ce liderul celui de-al doilea grup își vede inamicul ca pe un trădător egoist care urmărește doar propriul beneficiu. Ambele grupuri își caută campioni printre oameni care să le îndeplinească obiectivele, deși acest lucru este strict interzis, deoarece legile lor îngrădesc orice legătură directă cu oamenii.

## Natura râului
Lumea Fluviului constă într-un nesfârșit, sau aparent fără sfârșit, râu. În Lumea Fluviului, fiecare om este efectiv nemuritor, deoarece eventualele sale răni se vindecă foarte repede și este rezistent la majoritatea bolilor. Cu toate acestea, oamenii pot muri, cu toate că imediat sunt înviați în altă parte de-a lungul râului. Unii oameni folosesc acest lucru pentru a călători, numind-o expresul sinuciderii. Fiecărei persoane îi este acordată o brățară din metal solid cu care obține produse alimentare și băuturi. Excepție fac campionii care sunt trimiși în Lumea Fluviului fără ele ca un fel de semn că sunt eliberați de obligațiuni față de Lumea Fluviului. Mai târziu se arată că aceste brățări sunt pentru urmărirea oamenilor. Prin scoaterea lor, campionii, adică oamenii implicați în războiul civil al Îngrijitorilor, devin invizibili taberei opuse. Râul are, de asemenea, o sursă  care nu este numai un fel de izvor al râului, ci și sursa tuturor elementelor din Lumea Fluviului, această sursă apare ca un Turn.

## Transporturile
Cele două forme principale de transport sunt barca râului și zepelinul. Barca râului a fost construită de Samuel Clemens, iar zepelinul a fost construit de omul care a construit și Hindenburg-ul și este denumit herumfurzen (adică flatulență în jur). Ambele utilizează o sursă de energie nucleară.